# Pave Alexander 4.
Pave Alexander 4. (1199 eller ca. 1185 – 25. maj 1261) var pave og hersker over Kirkestaten fra 1254 frem til sin død i 1261.